# チャールズ・マーキス・ウォーレン
チャールズ・マーキス・ウォーレン（Charles Marquis Warren、1912年12月16日 - 1990年8月11日）は、アメリカ合衆国の映画監督、脚本家、小説家、映画プロデューサーである。日本語では「チャールズ・マークィス・ウォーレン」と表記されることもある。

## 経歴
1912年12月16日、メリーランド州ボルチモアに生まれる。ボルチモア・シティ・カレッジを卒業した。在学中にF・スコット・フィッツジェラルドと出会い、親交を結んでいる。『サタデー・イヴニング・ポスト』では常時寄稿家を務めており、彼が書いた小説の中にはベストセラーとなったものもある。
第二次世界大戦のあいだ、アメリカ海軍に所属し、上陸作戦をフィルムに収めた。1944年、日本軍の爆弾により負傷。パープル・ハートやブロンズ・スターを受章した。
戦後、ハリウッドに活動の舞台を移した。1955年より製作したテレビドラマ『ガンスモーク』では、監督や脚本も手がけている。その後、『ローハイド』や『バージニアン』などを製作した。
1990年8月11日、カリフォルニア州ロサンゼルスにて死去。77歳没。アーリントン国立墓地に埋葬された。

## フィルモグラフィー

### 映画
- 栄光は消えず Beyond Glory （1948年） - 脚本
- テキサス決死隊 Streets of Laredo （1949年） - 脚本
- 地獄の砦 Oh! Susanna （1951年） - 脚本
- 壮烈!敵前上陸 Fighting Coast Guard （1951年） - 原作
- 黄金の大西部 The Redhead and the Cowboy （1951年） - 原作
- 勇者のみ Only the Valiant （1951年） - 原作
- スプリングフィールド銃 Springfield Rifle （1952年） - 脚本
- 虐殺の砂漠 Hellgate （1952年） - 監督・脚本・原作
- ミズーリ大平原 Pony Express （1953年） - 脚本
- 熱砂の大脱走 Flight to Tangier （1953年） - 監督・脚本
- アロウヘッド Arrowhead （1953年） - 監督・脚本
- 七匹の無法者 Seven Angry Men （1955年） - 監督
- 地獄の拳銃 The Black Whip （1956年） - 監督
- テーブル・ロックの決闘 Tension at Table Rock （1956年） - 監督
- 荒野の追跡 Trooper Hook （1957年） - 監督・脚本
- 峡谷の対決 Cattle Empire （1958年） - 監督
- ガンマンの対決 Day of the Evil Gun （1968年） - 脚本・原作
- 殺し屋の烙印 Charro! （1969年） - 監督・脚本・製作

### テレビドラマ
- ガンスモーク Gunsmoke （1955年 - 1975年） - 監督・脚本・原作・製作
- 戦場 Citizen Soldier （1956年） - 監督
- ローハイド Rawhide （1959年 - 1960年） - 製作
- ガンスリンガー Gunslinger （1961年） - 製作
- バージニアン The Virginian （1962年） - 製作